# Ficus rubiginosa
Espèce
Classification phylogénétique
Ficus rubiginosa, le Figuier de Port Jackson, est un arbre du genre Ficus originaire de l'est de l'Australie.
Arbre bien connu des parcs et jardins publics des villes de la côte Est de l'Australie, il joue un rôle important pour l'habitat et la vie de la faune sauvage. Comme tous les figuiers, il a besoin d'une guêpe particulière pour une pollinisation et une fécondation des fleurs. On le rencontre souvent en train de pousser dans des fentes, des crevasses, des fissures des murs des villes comme Sydney.

## Description
Il a une croissance lente. Adulte, il peut atteindre 7 à 15 mètres de haut, formant un grand buisson touffu. Il ressemble beaucoup à un petit figuier de la baie de Moreton, avec des feuilles et des fruits plus petits que son cousin auquel il ressemble beaucoup. Pour éviter de les confondre - ils ont le même habitat -il faut savoir que la face inférieure des figuiers de port Jackson est verte.
Dans les climats chauds et humides, les branches inférieures peuvent émettre des racines aériennes qui s'enfoncent ensuite dans le sol, un peu comme son cousin, le figuier des banians.

## Fécondation
Sa reproduction se fait en symbiose avec une espèce de guêpe: Pleistodontes imperialis. La guêpe femelle fécondée rentre dans le faux-fruit ou sycone à travers l'ostiole trouvé à son extrémité. En se déplaçant dans la fleur, elle pollinise un certain nombre de fleurs femelles. Elle pond ses œufs à l'intérieur de quelques fleurs puis meurt. Les petites guêpes éclosent et se développent dans le fruit. Les mâles sont prêts avant les femelles et les fécondent
dans la petite galle qui les abritent. puis les aident à se dégager en élargissant d'abord la galle puis l'ostiole ce qui permet aux femelles chargées de pollen de s'envoler pour aller pondre dans les 48 heures dans un autre sycone.

## Culture
C'est un arbre ornemental courant dans l'est de l'Australie, dans certaines régions de Nouvelle-Zélande, aux îles Hawaii et en Californie aux États-Unis, où il est classé comme espèce nuisible en certains endroits. En dépit de la taille de ses feuilles, il est utilisé comme bonsaï  car il est résistant et facile à travailler.
Il se reproduit facilement par bouture.